# Le Pharaon fou
Le Pharaon fou est le 25e album de la série de bande dessinée Papyrus de Lucien De Gieter. L'ouvrage est publié en 2002.

## Synopsis
Après avoir échappé aux soldats de Tyr, Papyrus et Théti-Chéri retrouvent Pouin devenu roi de Dor, réglant les affaires courantes de la ville. L'ayant convaincu de rentrer en Égypte avec eux, Papyrus rencontre un curieux personnage appelé Moïse quittant l'Égypte avec sa tribu.